# Bison B.C.
I Bison B.C. sono una band heavy metal canadese di Vancouver con influenze thrash metal e doom metal, nata nel 2003.

## Formazione
- James Farwell - voce, chitarra
- Dan And - chitarra, voce
- Masa Anzai - basso
- Brad Mackinnon - batteria

## Discografia
- 2007 - Earthbound
- 2008 - Quiet Earth